# Херишрид
Херишрид (њем. Herrischried) општина је у њемачкој савезној држави Баден-Виртемберг. Једно је од 32 општинска средишта округа Валдсхут. Према процјени из 2010. у општини је живјело 2.729 становника. Посједује регионалну шифру (AGS) 8337049.

## Географски и демографски подаци
Херишрид се налази у савезној држави Баден-Виртемберг у округу Валдсхут. Општина се налази на надморској висини од 884 метра. Површина општине износи 37,5 km². У самом мјесту је, према процјени из 2010. године, живјело 2.729 становника. Просјечна густина становништва износи 73 становника/km².

## Међународна сарадња
| Мјесто | Држава    | Врста сарадње | Од    |
| ------ | --------- | ------------- | ----- |
|        | Француска | партнерство   | 1978. |
| Извор  |           |               |       |